# Constant de Madelung

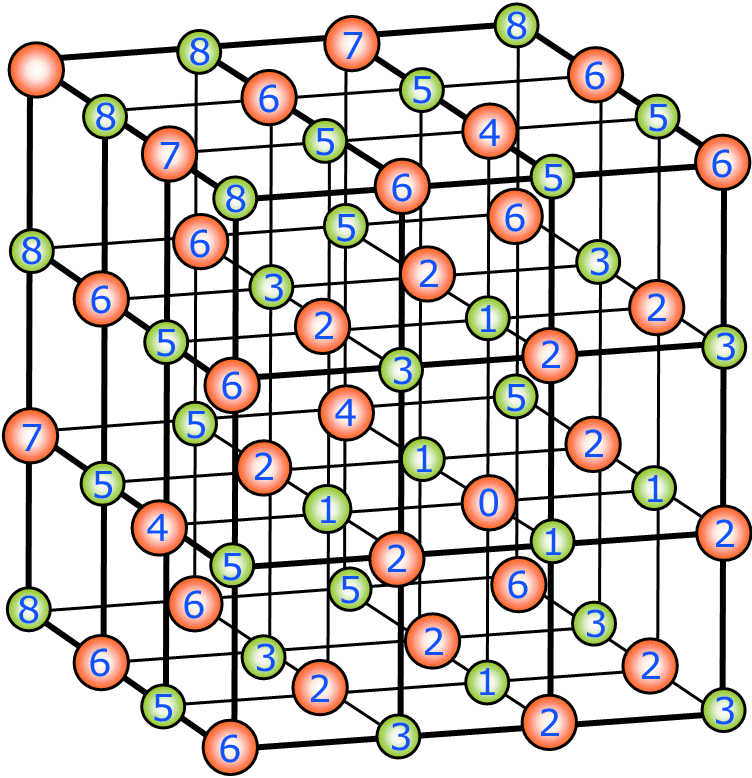
Càlcul de la constant de Madelung per a la sal

La constant de Madelung és un factor de correcció que contempla les interaccions electroestàtiques dels ions més allunyats que la simple parella anió-catió i depèn exclusivament de la geometria del cristall iònic. Es pot calcular com una suma de la contribució dels ions veïns més propers, més la dels segons veïns més propers, i així successivament. Fou determinada pel físic alemany Erwin Madelung el 1918.